# Matías Pardo
Matías Gabriel Pardo (Lanús, 7 aprile 1995) è un calciatore argentino, centrocampista del Patronato.

## Caratteristiche tecniche
È un esterno destro.

## Carriera
Cresciuto nel settore giovanile del Deportivo Morón, debutta in prima squadra il 2 novembre 2015 in occasione dell'incontro di Primera B Metropolitana pareggiato 1-1 contro il Flandria; con il club biancorosso complessivamente gioca 82 incontri fra campionato e coppa nazionale realizzando 6 reti.
Nel 2019 si trasferisce in Paraguay al Sol de América, prima in prestito e – da gennaio 2020 – a titolo definitivo; qui fa il suo esordio nelle competizioni internazionali disputando il match di Coppa Sudamericana vinto ai rigori contro i Mineros.
Nel luglio del 2021 fa ritorno in patria passando in prestito al Patronato.

## Statistiche

### Presenze e reti nei club
Statistiche aggiornate al 29 agosto 2021.
| Stagione        | Squadra         | Campionato      | Campionato | Campionato | Coppe nazionali | Coppe nazionali | Coppe nazionali | Coppe continentali | Coppe continentali | Coppe continentali | Altre coppe | Altre coppe | Altre coppe | Totale | Totale |
| Stagione        | Squadra         | Comp            | Pres       | Reti       | Comp            | Pres            | Reti            | Comp               | Pres               | Reti               | Comp        | Pres        | Reti        | Pres   | Reti   |
| --------------- | --------------- | --------------- | ---------- | ---------- | --------------- | --------------- | --------------- | ------------------ | ------------------ | ------------------ | ----------- | ----------- | ----------- | ------ | ------ |
| 2015            | Deportivo Morón | PB              | 5          | 0          | CA              | 0               | 0               |                    | -                  | -                  |             | -           | -           | 5      | 0      |
| 2016            | Deportivo Morón | PB              | 13         | 0          | CA              | 1               | 0               |                    | -                  | -                  |             | -           | -           | 14     | 0      |
| 2016-2017       | Deportivo Morón | PB              | 34         | 5          | CA              | 5               | 0               |                    | -                  | -                  |             | -           | -           | 39     | 5      |
| 2017-2018       | Deportivo Morón | PN              | 12         | 0          | CA              | 1               | 0               |                    | -                  | -                  |             | -           | -           | 13     | 0      |
| 2018-2019       | Deportivo Morón | PN              | 11         | 1          | CA              | 0               | 0               |                    | -                  | -                  |             | -           | -           | 11     | 1      |
| 2019            | Sol de América  | PD              | 33         | 4          |                 | -               | -               | CS                 | 3                  | 0                  |             | -           | -           | 36     | 4      |
| 2020            | Sol de América  | PD              | 27         | 3          |                 | -               | -               | CS                 | 4                  | 0                  |             | -           | -           | 31     | 3      |
| 2021            | Sol de América  | PD              | 9          | 0          |                 | -               | -               |                    | -                  | -                  |             | -           | -           | 9      | 0      |
| 2021            | Patronato       | PD              | 3          | 0          | CA+CdL          | 0               | 0               |                    | -                  | -                  |             | -           | -           | 3      | 0      |
| Totale carriera | Totale carriera | Totale carriera | 147        | 13         |                 | 7               | 0               |                    | 7                  | 0                  |             | -           | -           | 161    | 13     |